# جيوفاني زوداس
جيوفاني زوداس (بالإيطالية: Gianbattista Zuddas)‏ (1 مارس 1928 – 21 أكتوبر 1996) هو ملاكم إيطالي راحل، مثّل بلاده في الألعاب الأولمبية الصيفية 1948 وحقق الميدالية الفضية في فئة وزن البانتام.

## روابط خارجية
جيوفاني زوداس على موقع بوكس ريك (الإنجليزية) (registration required)
- جيوفاني زوداس على موقع أوليمبيديا (الإنجليزية)
- جيوفاني زوداس على موقع اللجنة الأولمبية الإيطالية (الإيطالية)